# Saenchai
Saenchai PKSaenchaimuaythaigym właśc. Suphachai Saenpong (ur. 30 lipca 1980 w Maha Sarakham) – tajski kick-boxer, zawodnik boksu tajskiego oraz bokser, mistrz stadionu Lumpini w czterech różnych kategoriach wagowych, mistrz świata WBC Muay Thai oraz WMC, od 2016 związany GLORY.

## Kariera sportowa
W wieku 8 lat rozpoczął treningi muay thai. W latach 1997–1998 zdobywał mistrzostwo stadionu Lumpini kat. super muszej i koguciej. W 2002 zadebiutował w boksie gdzie w 2003 został tymczasowym mistrzem PABA w wadze piórkowej. Ostatnią pięściarską walkę stoczył w 2004 po której wrócił na stałe do thai-boxingu. W latach 2004–2011 walczył głównie na stadionach Lumpini i Rajadamnern wygrywając większość pojedynków (m.in. z Superbonem Banchamekiem i Liamem Harrisonem), uzyskując tym samym status gwiazdy. W tym czasie zdobywał tytuły mistrzowskie m.in. World Muaythai Council i Lumpini w wadze super piórkowej i lekkiej czy WBC Muay Thai w wadze super lekkiej. 
W latach 2011–2016 toczył wiele walk w Azji i Europie, wygrywając większość z nich m.in. z Andrejem Kulebinem. W 2016 zadebiutował w GLORY pokonując Eddy'ego Naita Slimaniego. W 2017 został mistrzem Phoenix Fighting Championship w wadze junior półśredniej.

## Osiągnięcia[7]
Muay thai / Kick-boxing:
- 1997: mistrz stadionu Lumpini w wadze super muszej (-52 kg)
- 1998: mistrz stadionu Lumpini w wadze koguciej (-53 kg)
- 2007: mistrz stadionu Lumpini w wadze super piórkowej (-59 kg)
- 2010–2011: mistrz świata MTAA w wadze lekkiej
- 2010: Toyota Cup 2010 – 1. miejsce w turnieju
- 2010: mistrz stadionu Lumpini w wadze lekkiej (-61 kg)
- 2010–2011: mistrz świata WMC w wadze lekkiej (-61 kg)
- 2011: mistrz świata WBC Diamond w wadze super lekkiej (-63,5 kg)
- 2012: tymczasowy mistrz świata WPMF w wadze półśredniej (-66,6 kg)
- 2012: mistrz Muay Thai Warriors w wadze półśredniej (-65 kg)
- 2013: Toyota Vigo Marathon Tournament – 1. miejsce w turnieju wagi super lekkiej (-63,5 kg)
- 2014: Toyota Marathon Tournament - finalista turnieju
- 2017: mistrz Phoenix FC w wadze junior półśredniej (-65 kg)

Boks:
- 2003–2004: tymczasowy mistrz PABA w wadze piórkowej